# هیچ‌چیز بجز دردسر
هیچ چیز بجز دردسر (انگلیسی: Nothing but Trouble) فیلمی زوج هنری در سبک کمدی به کارگردانی سام تیلور است که در سال ۱۹۴۴ منتشر شد.

## بازیگران
- استن لورل
- اولیور هاردی
- ماری بولند
- فیلیپ مریویل
- هنری اونیل
- دیوید لیلاند
- جان واربرتون
- متیو بولتون
- کانی گیلکریست
- کلیف کلارک
- چستر کلوت
- گری اوون
- جینو کورادو
- فرانک دارین
- استیو دارل
- ژان دو بریاک
- رابرت دادلی
- اِدی دان
- ادوارد ارل
- ریتا گلد
- گریس همپتون
- دل هندرسون
- لیلاند هاجسن
- رابرت هومانس
- اولین هولند
- ادوارد کین
- نولان لیری
- جک لیندکوئیست
- راجر مک‌گی
- هاوارد ام. میچل
- رابرت اِمِـت اوکانر
- لی فلپس
- پل پورکازی
- تام کوئین
- ری تیل
- جو یول